# Black Blood Records
Black Blood Records ist der Name eines Musiklabels aus dem brandenburgischen Großräschen. Zunächst fungierte es als Sublabel von Einheit Produktionen, inzwischen ist es selbstständig. Es ist auf die Spielarten des extreme Metals fokussiert, insbesondere auf den Atmospheric Black Metal.

## Interpreten
- Abschwörung
- Ad Cinerem
- Ad-hoC
- Aegrotum
- Alpgeist
- Apathie
- Arvind
- Burial Place
- Ctulu
- Dagnir en Gwann
- Donarhall
- Drudensang
- Frostmoon Eclipse
- Grabak
- Gratzug
- Hexengrab
- Horn
- Khaos Aeon
- Killing Spree
- Licht erlischt …
- Mortal Intention
- Necrotifixxion
- Ornament of Thorns
- Pestnebel
- Plaguewomb
- Ravnsvart
- Repulsive
- Rex Verminorum
- Sado Sathanas
- Selbsttötung
- Seremoni
- Serpent Empire
- Suffersystem
- Tannöd
- Waldgeflüster
- Waldseel